# Rathaus (Kecskemét)

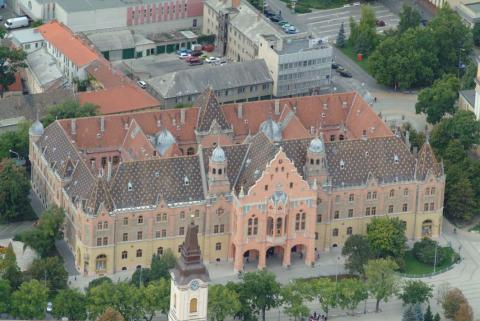
Rathaus in Kecskemét

Das Rathaus von Kecskemét (ungarisch Kecskeméti városháza) ist das Hauptverwaltungsgebäude der ungarischen Stadt Kecskemét. Es befindet sich im Zentrum der Stadt am Kossuth tér.
Das von Ödön Lechner und Gyula Pártos entworfene Gebäude wurde 1893 erbaut und ist eines der bedeutendsten Beispiele des Jugendstils in Ungarn. Die Verzierung des Gebäudes, besonders des Daches, mit Porzellanplatten der Zsolnay Porzellanmanufaktur ist von der Magyaren- und Turk-Volkskunst beeinflusst. Mit dieser Dekoration begann die Nationalromantik Ungarns, welche im Ungarischen Kunstgewerbemuseum ihren Höhepunkt fand. Das Gebäude selbst zeigt Stilelemente des Barock und der Renaissance, wofür es vom Nationalromantiker Károly Kós kritisiert wurde. Über dem Haupteingang befindet sich ein Glockenspiel, welches zu jeder Stunde eine Melodie der Háry János Suite von Zoltán Kodály spielt.
Die Innenausstattung übernahm Bertalan Székely, welcher auch die Matthiaskirche ausstattete. Er malte die vergoldeten Wände in der Großen Halle. Die ebenfalls in Barock gehaltene Treppe wird von aufwändiger Glasmalerei im Treppenhaus begleitet. Im ersten Stockwerk befindet sich der holzverkleidete mit Fresken verzierte Ratssaal.